# Hovrätt

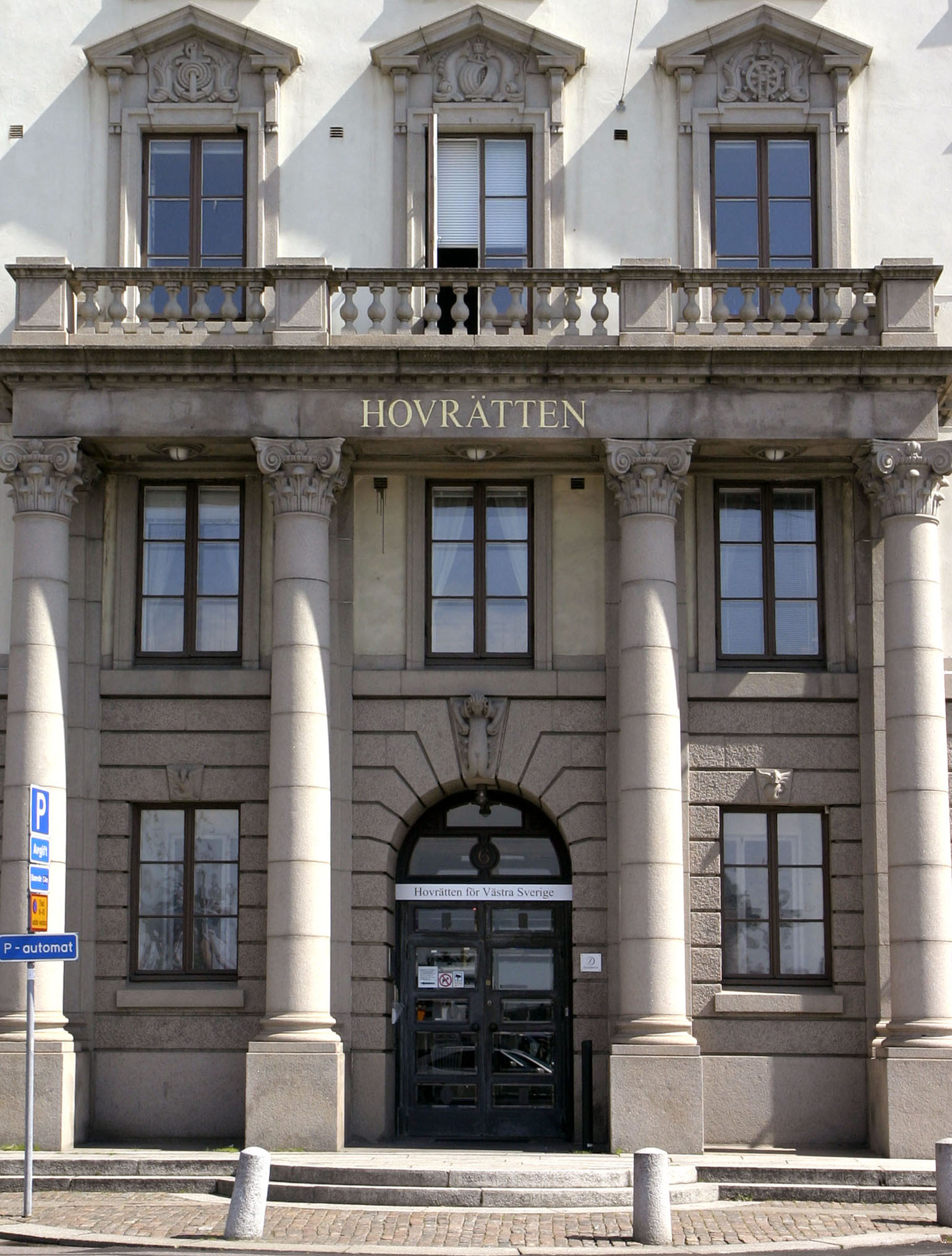
Eingang zum Hovrätt für Westschweden in Göteborg

Ein hovrätt ist ein Appellationsgericht in Schweden und hovioikeus in Finnland. Ihm sind als Eingangsinstanz die tingsrätter unterstellt. Im Instanzenzug übergeordnet ist der Högsta domstolen.
Das hovrätt/hovioikeus entspricht etwa einem deutschen Landgericht (soweit es als Berufungsgericht tätig wird) oder einem Oberlandesgericht.
Es gibt sechs hovrätt in Schweden:
- Svea hovrätt in Stockholm,
- Göta hovrätt in Jönköping,
- Hovrätten över Skåne och Blekinge in Malmö,
- Hovrätten för Västra Sverige in Göteborg,
- Hovrätten för Nedre Norrland in Sundsvall und
- Hovrätten för Övre Norrland in Umeå

...und fünf hovioikeus in Finnland:
- Helsingin hovioikeus in Helsinki,
- Turun hovioikeus in Turku,
- Vaasan hovioikeus in Vaasa,
- Itä-Suomen hovioikeus in Kuopio und
- Rovaniemen hovioikeus in Rovaniemi.